# Hipodrom

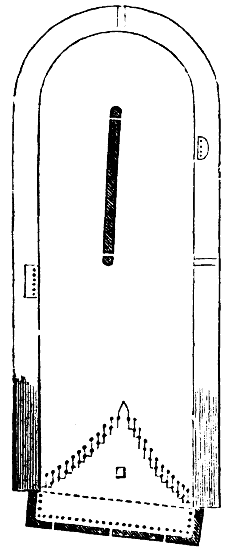
Nákres hipodromu v Olympii (rekonstrukce)

Hipodrom (starořecky: ιππόδρομος) bylo ve starověkém Řecku místo určené ke konání závodů na koních, nebo na koňmi tažených vozech. Svým účelem odpovídá římskému cirku od kterého se částečně odlišuje. Některé soudobé jazyky slovo přejaly a označují tak dostihová závodiště i v dnešní době.

## Hipodrom v Řecku
Díky rozmachu řeckých států po vítězných válkách s Peršany Olympie zbohatla. Byly zde postaveny nové chrámy, sochy, umělecká díla a také několik sportovišť. Jedním z nich byl hipodrom, určený pro závody koní a vozů. Stavba tohoto prvního hipodromu v Olympii se nezachovala.

## Hipodrom v Římě
Hipodrom byl ve starověkém Římě něco jako stadion, ve kterém závodily vozy s vozataji tažené koňmi. Hipodrom se od amfiteátru lišil tím, že byl oválného tvaru, zatímco amfiteátr byl tvaru kulatého. První tohoto typu si nechali postavit císařové koncem 1. století uvnitř paláce na římském Palatinu.

## Hipodromy v okolí
Hipodromy stavěli postupně provinciální vládcové krajin pod vlivem Řecka (i Sýrie, Egypt, Palestina). Je známa existence hipodromů v Delfách, Korintu a Pylu. Po zániku říše západořímské se závody přestaly konat, ovšem od 6. století došlo k jejich rozmachu (a stavbě hipodromů) na území říše východořímské. V Konstantinopoli byl postaven hipodrom pro 100 000 diváků. Závody vozatajů se zde konaly do 15. století, kdy bylo město dobyto Turky.

## Vzhled stavby
Hipodromy byly ve tvaru obdélníku ukončeného na jedné užší straně rovně linií sloupů, které sloužily jako start a před nimiž byly dřevěné startovní boxy, a na protilehlé straně půlobloukem, který sloužil jako obratiště. Počátek a konec dráhy byl označen pilířem, sloupem nebo obeliskem. Tyto body se nazývaly termai. Hipodrom byl rozdělen podélnou zdí od startu až k obratišti na dva pruhy. Závod tedy začínal a končil na stejné straně hipodromu, ačkoli mohl mít i více kol. Pilíře na konci zdi u obratiště byly velmi nebezpečným místem, kde docházelo k častým nehodám. Délka závodiště bývala 4 délky stadia tedy asi 770 metrů.
Původně byly závodní dráhy vytyčovány jen pro dobu konání her na vhodné rovné ploše. Postupem času byly hipodromy zřizovány tak, aby alespoň na jedné straně dráhy bylo návrší, odkud by diváci mohli závod pohodlně sledovat. V oblibě byla údolí a úžlabiny s vyvýšením na obou stranách.